# عجمود
العجمود (بالإنجليزية: Radhuni)‏ نوع نباتي يتبع الفصيلة الخيمية واسمه العلمي (باللاتينية: Trachyspermum roxburghianum). يستعمل في المطبخين الهندي والباكستاني.
عجمود